# Frémeréville-sous-les-Côtes
Frémeréville-sous-les-Côtes – miejscowość i gmina we Francji, w regionie Grand Est, w departamencie Moza.
Według danych na rok 1999 gminę zamieszkiwało 75 osób, a gęstość zaludnienia wynosiła 11 osób/km² (wśród 2335 gmin Lotaryngii Frémeréville-sous-les-Côtes plasuje się na 968. miejscu pod względem liczby ludności, natomiast pod względem powierzchni na miejscu 884.).